# Microcharops fulvoalaris
Microcharops fulvoalaris là một loài tò vò trong họ Ichneumonidae.